# تپه گردگورتا
تپه گردگورتا مربوط به دوره نوسنگی - سدهٔ ۸–۶ ه.ق است و در شهرستان ارومیه، بخش سیلوانه، دهستان ترگور، ضلع شمال شرقی روستای حکی واقع شده و این اثر در تاریخ ۲۵ آبان ۱۳۸۷ با شمارهٔ ثبت ۲۳۵۰۲ به‌عنوان یکی از آثار ملی ایران به ثبت رسیده است.